# Нерд-музыка
Нерд-музыка (с англ. — «Nerd music»), или гик-музыка (с англ. — «geek music») — это общая категория музыки, вобравшая в себе те музыкальные жанры, которые произошли из нерд-культуры; различные стили, которые имеют одну и ту же общую основу. Самым ранним примером была филк-музыка, начиная с 1950-х годов, которую играли поклонники научной фантастики. К концу 20-го века и началу 21-го века, стали развиваться другие стили музыки. Факторами, которые сделали это возможным, были растущая доступность музыкального оборудования, развитие интернета и увеличение числа ботаников/гиков.

## Жанры
- Битпоп: Поджанр чиптюна, сочетающий в себе электронные звуки (напоминающие те, что применялись в старых 8-битных компьютерах и игровых приставках), с традиционными музыкальными инструментами.
- Бабблгам-дэнс: Жанр, который характеризуется милым детским звуком, наивной лирикой и ласковым вокалом.
- Чиптюн: Синтезированная электронная музыка, создаваемая звуковыми чипами старинных компьютеров, игровых приставок и игровых автоматов[6].
- Комплекстро: Одна из форм электро-хауса, который включает в себя элементы чиптюна, глитча и бростепа.
- Драмстеп: Поджанр Дабстепа, представляет собой дабстеп, смешанный с Драм’н’Бэйсом. Так например дабстеп и драмстеп используют на E3. Некоторые музыканты как EH!DE, Fox Stevenson, Funk4Mation популярны в гик сообществах.
- Electro-House: Поджанр Electro, который содержит 8-битные, 16-битные звуки. Имеет особенное электронное звучание. Музыканты: K-391, Lensko, Rabbit Killer популярны среди гик-сообщества.
- Евробит: Жанр европейской танцевальной музыки, который часто смешивается с электроник-роком и популярен в нерд-сообществах.
- Филк: Форма фанатского труда (аналогичная фанфику), происходящая из sf-конвенций. Название связано с типографской ошибкой в «народной музыке» (с англ. — «folk music»), которая попала в сообщество поклонников.
- Фьюче-бейс: Жанр образованный от EDM-музыки. В аниме-сообществе появились вариации «kawaii», «moe» или «happy» со сладким звуком чиптюна, куда входят такие музыканты, как Marshmello и Slushii.
- Гик-рок: Поджанр альтернативного рока.
- Happy hardcore: Один из направлений хардкор-техно. Некоторые музыканты, такие как S3RL и Furries in a Blender, популярны в гик-сообществах. Поджанр UK hardcore. Dancecore, или Руки Вверх, также популярны среди ботаников. Например, песня «Vi sitter i Ventrilo och spelar DotA» исполнителя Basshunter стала гимном онлайн-геймеров.
- Хэви-мифрил: Поджанр хэви-метала.
- J-pop: Поп-музыка Японии, которая тесно связана с аниме.
- Нердкор: Поджанр хип-хопа.
- Нерд-фолк: Поджанр современного фолка.
- Нерд-панк: Поджанр гик-рока и панк-рока.
- Нинтендокор: Слияние рок-музыки с чиптюном и музыкой из видеоигр.
- Скви: Слияние соула и чиптюна.
- Спейс-фанк: Поджанр фанка.
- Time Lord rock: Поджанр гик-рока, основанный на телесериале «Доктор Кто»
- Тви-рок: Поджанр гик-рока, основанный на серии романов «Сумерки»
- Wizard rock: Поджанр гик-рока, основанный на серии романов о «Гарри Поттере»

## События и фестивали
Музыкальный фестиваль Nerdapalooza (2007—2013) описал себя как «первый в своем роде, чтобы пригласить все жанры движения нерд-музыки под одной крышей, включая нерд-рок, нердкор хип-хоп, чиптюн и музыку из видеоигр». Другие конвенции и события с тех пор образовали целый ряд стилей нерд-музыки.